# Lijst van voetbalinterlands Botswana - Marokko
Deze lijst van voetbalinterlands is een overzicht van alle officiële voetbalwedstrijden tussen de nationale teams van Botswana en Marokko. De landen speelden tot op heden twee keer tegen elkaar. De eerste ontmoeting was een kwalificatiewedstrijd voor het Wereldkampioenschap voetbal 2006 op 3 juli 2004 in Gaborone. Het laatste duel, de returnwedstrijd in dezelfde kwalificatiereeks, vond plaats in Rabat op 3 september 2005.

## Wedstrijden
| № | Plaats   | Datum            | Competitie           | Wedstrijd          | Uitslag |
| - | -------- | ---------------- | -------------------- | ------------------ | ------- |
| 1 | Gaborone | 3 juli 2004      | WK 2006 kwalificatie | Botswana − Marokko | 0 − 1   |
| 2 | Rabat    | 3 september 2005 | WK 2006 kwalificatie | Marokko − Botswana | 1 − 0   |

## Samenvatting
| Competitie      | Totaal gespeeld | Winst Botswana | Gelijk | Winst Marokko | Doelsaldo Botswana – Marokko |
| --------------- | --------------- | -------------- | ------ | ------------- | ---------------------------- |
| WK-kwalificatie | 2               | 0              | 0      | 2             | 0 − 2                        |
| Totaal          | 2               | 0              | 0      | 2             | 0 − 2                        |

Wedstrijden bepaald door strafschoppen worden, in lijn met de FIFA, als een gelijkspel gerekend.